# Едрево
Едрево е село в Южна България. То се намира в община Николаево, област Стара Загора.

## Други
администрация
кметство Едрево
кмет Динко Дедев
независим